# Anna Toman (Hockeyspielerin)
Anna Frances Toman (* 29. April 1993 in Derby) ist eine britische Hockeyspielerin. Sie war mit der britischen Nationalmannschaft Olympiadritte 2021 und mit der englischen Nationalmannschaft Europameisterschaftsdritte 2017 und Siegerin bei den Commonwealth Games 2022.

## Sportliche Karriere
Die Defensivspielerin spielte während ihres Studiums an der University of Birmingham im Team ihrer Hochschule und war in Australien und als Profi in den Niederlanden aktiv. 2024 spielte sie für den Wimbledon Hockey Club.
Toman war 2013 und 2014 in der englischen Juniorenauswahl und gewann mit ihrem Team die Bronzemedaille bei der Junioren-Europameisterschaft 2014. Aber erst nach ihrem Australien-Aufenthalt 2016 debütierte sie 2017 in der englischen und 2018 in der britischen Nationalmannschaft. Bei der Europameisterschaft 2017 in Amstelveen unterlagen die Engländerinnen im Halbfinale den Niederländerinnen mit 0:1. Im Spiel um den dritten Platz bezwangen sie die deutsche Mannschaft mit 2:0. Toman war in allen fünf Spielen dabei. 2018 unterlagen die Engländerinnen bei den Commonwealth Games in Gold Coast den Neuseeländerinnen im Shootout des Halbfinales. Im Spiel um Bronze gewannen die Engländerinnen mit 6:0 gegen die indische Mannschaft. Toman wirkte in allen sechs Spielen mit. Im Juli 2018 war London Austragungsort der Weltmeisterschaft. Die Engländerinnen schieden im Viertelfinale gegen die Niederländerinnen aus.
Bei der Europameisterschaft 2019 in Antwerpen verloren die Engländerinnen im Halbfinale mit 0:8 gegen die Niederländerinnen. Das Spiel um die Bronzemedaille entschieden die Spanierinnen im Shootout für sich. Toman war in allen fünf Spielen dabei. Bei der Europameisterschaft 2021 in Amstelveen verfehlten die Engländerinnen das Halbfinale und belegten schließlich den fünften Platz. Bei den erst 2021 ausgetragenen Olympischen Spielen in Tokio bezwangen die Britinnen im Viertelfinale die Spanierinnen im Penaltyschießen, im Halbfinale unterlagen sie den Niederländerinnen mit 1:5. Im Spiel um den dritten Platz trafen die Britinnen auf die Inderinnen und siegten mit 4:3. Toman war in allen acht Spielen dabei.
Im Juli 2022 bei der Weltmeisterschaft in Terrassa und Amstelveen schied die englische Mannschaft im Viertelfinale gegen die Argentinierinnen aus. Toman wirkte in allen fünf Spielen mit. Zwei Wochen nach der Weltmeisterschaft begannen die Commonwealth Games in Birmingham. Die Engländerinnen besiegten im Finale die Australierinnen mit 2:1. Toman war in allen sechs Spielen im Einsatz und erzielte zwei Tore. Zwei Jahre später schied Toman mit der britischen Mannschaft im Viertelfinale der Olympischen Spiele in Paris gegen die Niederländerinnen aus.
Anna Toman bestritt bis August 2024 67 Länderspiele für England und 82 Länderspiele für die britische Mannschaft.